# 17. maj
17. maj er dag 137 i året i den gregorianske kalender (dag 138 i skudår). Der er 228 dage tilbage af året.
- Dagens navn er Bruno, efter biskop Bruno af Würzburg. Han blev helgenkåret efter meldinger om mirakler ved hans grav.
- Det er Norges nationaldag, årsdagen for underskrivelsen af Norges grundlov, Eidsvoll-forfatningen, og landets uafhængighed af Danmark i 1814.
- FN's internationale Verdensdag for telekommunikation.
- Internationale dag mod homofobi, transfobi og bifobi (IDAHOT)

### Begivenheder
Født - Dødsfald
- 1536 - Ærkebiskop Thomas Cranmer erklærer Henrik 8.'s ægteskab med Anne Boleyn (hans hustru nr. to ud af seks) for ugyldigt.	Hun henrettes to dage senere.
- 1590 - Prinsesse Anne af Danmark bliver kronet som dronning af Skotland.
- 1673 - Louis Joliet og Jacques Marquette tager af sted for at udforske Mississippi-floden, der viser sig at løbe ud i Den Mexicanske Golf.
- 1727 - Peter 2. bliver russisk zar.
- 1792 - 24 New York City-børsmæglere mødes i Wall Street og etablerer byens første børs med værdipapirer (senere New York Stock Exchange).
- 1814 - I Norge underskrives Eidsvoll-forfatningen og Norge erklærer sig uafhængig. Uafhængigheden stopper dog senere på året efter en kort krig med Sverige. Dagen er i dag Norges nationaldag.
- 1846 - Saxofonen patenteres af Adolphe Sax.
- 1875 - Det første Kentucky Derby afholdes ved Churchill Downs, Kentucky. Det vindes af Aristides.
- 1890 - Pietro Mascagnis berømte opera Cavalleria rusticana uropføres i Rom.
- 1899 - Dronning Victoria af Storbritannien nedlægger grundstenen til Victoria and Albert Museum.
- 1900 - De britiske tropper ved Mafeking undsættes efter belejring af boerstyrker.
- 1918 - Størstedelen af ledelsen af den irske politiske frihedsbevægelse Sinn Féin arresteres.
- 1928 - I Amsterdam åbnes de 9. moderne olympiske lege med deltagelse af 46 nationer og 2.883 atleter.
- 1939 - Sverige, Norge og Finland afslår tysk ikke-angrebspagt.
- 1940 - Under 2. verdenskrig erobrer tyske tropper Bruxelles, og den belgiske regering må flytte til Ostende.
- 1941 - Slaget om Kreta under 2. verdenskrig.
- 1949 - England anerkender republikken Irland, men fastholder krav om herredømme over Ulster.
- 1968 - I forbindelse med Majrevolten 1968 Frankrig går studenter og arbejdere efter mange dages opstand i gaderne i protestmarch over forholdene på skoler og universiteter i Paris og andre byer.
- 1973 - Senatshøringer om Watergate under ledelse af senator Sam Ervin indledes.
- 1978 - Cykellegenden Eddy Merckx stopper karrieren.
- 1978 - Politiet finder kisten med Charlie Chaplins lig, som blev stjålet et par måneder forinden. Gerningsmændene er en polsk og en bulgarsk flygtning
- 1984 - FDB-direktør Klaus Munch Nielsen frifindes for at have modtaget returkommission, men idømmes 3 måneders betinget fængsel og bøde for bedrageri.
- 1987 - 37 amerikanske soldater på USS Stark dræbes og 62 såres af et irakisk missil fra et Mirage fly, mens skibet under Iran-Irak-krigen patruljerer i Den Persiske Bugt.
- 1988 - Algeriet og Marokko beslutter at genoptage de diplomatiske forbindelser efter 12 års bitter politisk strid.
- 1991 - Finland klager til Den Internationale Domstol over den kommende danske Storebæltsforbindelse, der vil hindre passage af finske borerigge.
- 1995 - Jacques Chirac indsættes som Frankrigs nye præsident.
- 1997 - Laurent Kabila bekendtgør, at han har taget magten i Zaire. Hans tropper har kontrol med hovedstaden Kinshasa.
- 1998 - Brøndby IF bliver danske mestre i fodbold.
- 2001 - TV2 meddeler, at deres længst kørende program, "Lykkehjulet", stopper med udgangen af år 2001. Programmet har kørt siden TV2's start i oktober 1988.
- 2006 - Over 125.000 mennesker samles på Christiansborg Slotsplads og Kongens Nytorv i København til de største velfærdsprotester i over 40 år.
- 2009 - Minecraft, et af verdens mest kendte pc-spil, udgives til PC.

### Født
- 1749 - Edward Jenner, engelsk læge og opfinder af vaccination mod kopper. (død 1823).
- 1803 - Martinus Rørbye, dansk maler (død 1848).
- 1836 - Joseph Norman Lockyer, engelsk astronom (død 1920).
- 1836   - Wilhelm Steinitz, østrigsk skakspiller (død 1900).
- 1866 - Erik Satie, fransk komponist og pianist (død 1925).
- 1886 - Alfons 13., spansk konge (død 1941).
- 1898 - Carl "Skomager" Hansen, dansk fodboldspiller (død 1978).
- 1904 - Jean Gabin, fransk skuespiller (død 1976).
- 1911 - Maureen O'Sullivan, irskfødt amerikansk skuespiller (død 1998).
- 1918 - Birgit Nilsson, svensk sopran (død 2005).
- 1924 - Roy Bentley, engelsk fodboldspiller (død 2018).
- 1928 - Idi Amin, militær diktator i Uganda (død 2003).
- 1931 - William Kisum, dansk skuespiller (død 2023).
- 1935 - Dennis Potter, engelsk forfatter (død 1994).
- 1936 - Dennis Hopper, amerikansk skuespiller, instruktør og billedkunstner.(død 2010).
- 1936     - Ole Vig Jensen, dansk direktør og minister (død 2016).
- 1937 - Poul Erik Søe, dansk forfatter, journalist og højskoleforstander (død 2008).
- 1942 - Knud Erik Kirkegaard, dansk skolekonsulent, politiker og minister.
- 1942   - Taj Mahal, amerikansk musiker.
- 1944 - Villo Sigurdsson, dansk politiker.
- 1946 - Udo Lindenberg, tysk rockmusiker.
- 1948 - Esper Hagen, dansk skuespiller (død 2015).
- 1949 - Bill Bruford, engelsk trommeslager.
- 1950 - Søren Rislund, dansk komiker og musiker.
- 1955 - Bill Paxton, amerikansk skuespiller (død 2017).
- 1956 - Sugar Ray Leonard, amerikansk bokser.
- 1956   - Niels-Bo Valbro, dansk teaterdirektør.
- 1957 - Peter Høeg, dansk forfatter.
- 1961 - Enya, irsk sangerinde og sangskriver.
- 1962   - Steffen Kretz, dansk journalist og tv-vært.
- 1962 - Lise Lyng Falkenberg, dansk forfatter.
- 1966 - Henrik Larsen, dansk fodboldspiller og -træner.
- 1971 - Farshad Kholghi, iransk-dansk skuespiller og debattør.
- 1974 - Andrea Corr, irsk sanger i The Corrs.
- 1975 - Søren Kjeldsen, dansk golfspiller.
- 1978 - Divya Das Andersen, dansk tv-vært.
- 1980 - Fredrik Kessiakoff, svensk cykelrytter.

### Dødsfald
- 1510 - Sandro Botticelli, italiensk maler (født 1445).
- 1727 - Katarina 1., russisk kejserinde (født 1684).
- 1788 - Charlotte Dorothea Biehl, dansk forfatter (født 1731).
- 1809 - Leopold Auenbrugger, østrigsk læge (født 1722).
- 1880 - Christen Fonnesbech, dansk jurist, politiker og minister (født 1817).
- 1886 - John Deere, amerikansk smed (født 1804).
- 1914 - Andreas Bentsen, dansk arkitekt (født 1839).
- 1935 - Paul Dukas, fransk komponist og musikkritiker (født 1865).
- 1973 - Pedro Biker, dansk musiker og tv-vært (født 1925).
- 1987 - Gunnar Myrdal, svensk økonom og modtager af Nobelprisen i økonomi (født 1898).
- 2004 - Jørgen Nash, dansk multikunstner og provokatør (født 1920).
- 2005 - Frank Gorshin, amerikansk skuespiller (født 1933).
- 2010 - Harry Motor, dansk direktør (født 1921).
- 2010 - Walasse Ting, kinesisk-amerikansk maler (født 1929)
- 2014 - Sonja Mathisen, dansk hoteldirektør (født 1924).
- 2019 - Herman Wouk, amerikansk forfatter (født 1915).

|  | Denne datoartikel kan blive bedre, hvis der indsættes et (bedre) billede Du kan hjælpe ved at afsøge Wikimedia Commons for et passende billede eller uploade et godt billede til Wikimedia Commons iht. de tilladte licenser og indsætte det i artiklen. |